# Malenovice (Zlín)
Malenovice jsou část a katastrální území moravského statutárního města Zlína, leží na úpatích západního okraje Vizovických vrchů a rovin kolem řeky Dřevnice. V Malenovicích se nachází stejnojmenný hrad. Městečko bylo v historii až do průmyslového rozvoje regionu ve 20. století významnějším spádovým centrem než sousední města Otrokovice nebo Zlín.
Během roku 2015 prošla podstatná část centra obce renovací ulic, proběhla výstavba nového kruhového objezdu, přestavba náměstí a nastaly změny v dopravě. Byla zde plánována výstavba nové Krajské nemocnice Tomáše Bati.

## Název
Místní název byl odvozen od osobního jména Malen, výchozí tvar Malenovici byl pojmenováním obyvatel vsi a jeho význam byl „Malenovi lidé“.

## Historie
První zmínka o Malenovicích se objevuje v roce 1321 pod názvem Malehnawicz. V šedesátých letech 14. století byly Malenovice povýšeny na městečko. V roce 1375 (do roku 1406) vlastnil Malenovice markrabě Jošt Lucemburský. V roce 1427 dobyli Malenovice sirotci. Dne 11. srpna 1470 tábořil u Malenovic český král Jiří z Poděbrad při tažení proti uherskému králi Matyáši Korvínovi. V táboře ho tehdy navštívili polští poslové. Ve druhé polovině 16. století až do požáru roku 1626 stával na pastvisku nedaleko Dřevnice kostel sboru Jednoty bratrské v Malenovicích. Potom bratrské vyznání v obci z důvodu potlačování nekatolické víry prohabsburskou vrchností postupně zaniká. V roce 1626 byla obec vypálena Mannsfeldovým vojskem. Mnoho z celkových 100 gruntů v Malenovicích zůstalo pustých. V letech 1804–1858 byl vybudován nový kostel a postavena nová škola. V polovině 19. století bylo malenovické panství proslulé chovem ušlechtilých ovcí. Po zrušení poddanství a roboty v roce 1848 měly Malenovice asi 1380 obyvatel. V roce 1863 byly Malenovice postiženy velkým požárem, kdy vyhořelo celé městečko, tedy dnešní Jarolímkovo náměstí. V roce 1896 byla započata stavba podřevnické dráhy Otrokovice – Zlín – Vizovice, která vede přes Malenovice. Malenovice byly spádovou obcí pro okolní dědiny – Tečovice, Lhotu a Chlum.
Dne 29. června 1900 se rozvodnila Dřevnice a zalila silnici směrem na Tečovice. Počátkem 20. století se Malenovice staly sídlem zvláštního perleťářského průmyslu, do Malenovic se přistěhovalo asi 20 dělnických rodin. V roce 1904 byla zahájena stavba nemocnice, které se říkalo špitál. V září 1912 byly pod hradem otevřeny sirnaté koupele. Další povodně postihly Malenovice v září 1910 a v srpnu 1913. Ve volbách do Národního shromáždění nové Československé republiky byl poslancem za sociální demokracii zvolen malenovický občan Vítězslav Mikulíček. V roce 1921 žilo v Malenovicích 1655 obyvatel. V roce 1932 byla vystavěna nová sokolovna. Dne 3. května 1945 osvobodila Malenovice rumunská armáda bojující po boku Rudé armády. V roce 1963 se zde točil československý film Ivana v útoku. V roce 1967 byla dokončena I. a II. etapa výstavby malenovického sídliště, celkově bylo dokončeno v roce 1970. Administrativně byly Malenovice do roce 1928 součástí Země moravské, v letech 1928–1948 součástí Země moravskoslezské. Od 1. ledna 1949 byly sloučeny s městem Zlín (tehdy Gottwaldov) a staly se součástí nově utvořeného Gottwaldovského kraje. Od roku 1960 patřily pod Jihomoravský kraj a od roku 2000 jako součást krajského města Zlína patří ke Zlínskému kraji.

## Jazyk
Malenovice s přilehlým okolím tvoří samostatný národopisný celek mezi Slováckem, Hanou a Valašskem. Oblast je řazena mezi přechodnou oblast zlínského nářečí, v rámci východomoravské podoblasti. Rozdíl oproti zlínskému nářečí je v dativu „mně“ místo zlínského „mi“. Nářečí v Malenovicích, i sousedních Tečovicích, Lhotce, Loukách i v Kvítkovicích je spisovné češtině velmi blízké, protože nikdy se zde nevyskytovaly dvojhlásky ej za ý,í (dobrej strejček), ale zachované „é“ a „y,ý“ (mléko, řéct, býk, hajný). Zároveň je přítomno české přehlasované -ej, -e („dej, spívejte, nejstarší“ a „smíl se, vidél sem tě“) oproti slovenskému nepřehlasovanému -aj, -a, které se užívá v obcích na jih a východ od Malenovic. Jedná se již o přilehlé spádové části Malenovic (Lhota, Salaš, Karlovice), Bohuslavice u Zlína a Prštné – zde je výslovnost „daj, spívajte, najstarší“ a „smíl sa, vidél jsem ťa“. Od 20. století s přílivem nových pracovníků z různých částí republiky se ovšem původní nářečí stíralo a jazyk více splýval s obecnou češtinou. Dnes se jazyk v Malenovicích od Zlína již téměř neliší a v jazyce obyvatel se projevují prvky jednotného východomoravského interdialektu.

## Historický kroj
V Malenovicích provedli v letech 1948–1950 členové tamního valašského kroužku rekonstrukci starého malenovického lidového kroje. Podle údajů pamětníků chodili tehdejší muži v krojích ze světle modrého sukna, bílé, červeně nebo modře lemované haleně a tmavě modré župici valašského střihu. O košili se mluvilo jako o lněné barevně vyšívané nebo nevyšívané. Ze zápisů z dějin Malenovic a Louk, které zapsali ředitelé národních škol František Dvořák a Bedřich Trnka, se dovídáme, že v neděli nosívali muži úzké dlouhé nohavice tmavě modře vyšívané, řemenem několikrát opásané. Soukenná vesta byla téže barvy, lemování bylo tmavě modré. Mentlík byl dlouhý, po kolena, v bocích stažen, spodek odstával a tvořil vzadu šosy. Mentlík a vesta se nosily většinou rozepnuté. Tenká košile měla stojatý obojek, u krku šňůrky. Na hlavě se nosil černý širák. Ve všední den se nosily široké konopné gatě domácí výroby a košile ze stejného materiálu. V zimě oblékali na mentlík dlouhý kožich dubeňák, ve všední den nosili bílou huněnou halenu. Hlavu zahřívala vydrovka hnědé barvy, se zeleným plyšem nahoře, uprostřed s barevnou růžičkou „kočičkou“ a vyšíváním. Ženy nosily rubáč, kordulku, leknici, rukávce s okružím u rukou a hedvábným vyšívaným límcem, fěrtoch. Na neděli bylo všechno z tenkého plátna. Za nepohody oblékaly flanelový nebo soukenný kabátek a přehodily vlňák. V zimě stejně jako muži nosily dlouhý kožich dubeňák.

## Památky
- Malenovický hrad
- Kostel sv. Mikuláše a fara z 19. století
- Pravoslavná kaple sv. Ivana Českého
- Pamětní sokolovna Tyršova z roku 1932
- Socha sv. Floriána (na náměstí)
- Socha sv. Jana
- Socha sv. Jana Nepomuckého
- Socha sv. Pavla
- Socha sv. Vendelína
- Kaplička na Šrámkově ul.
- Kaplička u hřbitova
- Poutní místo Svatá voda Na Kaménce (3 sirnaté prameny, jižně od Malenovic v lesích Vizovických vrchů)
- Památník obětem I. světové války
- Památník obětem II. světové války
- Budova bývalého kláštera sv. Kříže (pod hradem)
- Zaniklá kaple sv. Rozálie s hrobkou Sternbergů na starém hřbitově (stržena v roce 1987)